# Igney (Vosges)
Igney é uma comuna francesa na região administrativa de Grande Leste, no departamento de Vosges. Estende-se por uma área de 7,66 km². Em 2010 a comuna tinha 1 179 habitantes (densidade: 153,9 hab./km²).